# 1723 en philosophie
Chronologie de la philosophie
- 1719
- 1720
- 1721
- 1722
- 1723
- 1724
- 1725
- 1726
- 1727

L’année 1723 a été marquée, en philosophie, par les événements suivants :

## Publications
- Pierre-Daniel Huet : Traité philosophique de la faiblesse de l’esprit humain, A Amsterdam, chez Henri du Sauzet 1723 Texte en ligne

- Alessandro Pascoli : * (it) Del moto che nei mobili si rifonde per impulso esteriore, Salvioni, Giovanni Maria, 1723 (lire en ligne).

## Naissances
- 23 février : Richard Price (décédé le 19 avril 1791) est un pasteur, un pamphlétaire, un moraliste, un philosophe, un mathématicien et un économiste gallois.

## Décès
- 4 mai à Genève : François Poullain de La Barre, né en 1647 à Paris, est un écrivain, philosophe cartésien et féministe français.